# Kéktorkú papagáj
A kéktorkú papagáj (Pyrrhura cruentata) a madarak osztályának papagájalakúak (Psittaciformes) rendjébe, a papagájfélék (Psittacidae) családjába tartozó faj.

## Rendszerezése
A fajt Maximilian zu Wied-Neuwied német herceg, felfedező és természettudós írta le 1820-ban, a Psittacus nembe Psittacus cruentatus néven.

## Előfordulása
Brazília délkeleti részén, az Atlanti-óceán partvidékékén honos. Természetes élőhelyei a szubtrópusi vagy trópusi síkvidéki esőerdők, másodlagos erdők, ültetvények és legelők. Állandó, nem vonuló faj.

## Megjelenése
Átlagos testhossza 30 centiméter.

## Életmódja
Fák magvaival és gyümölcseivel táplálkozik.

## Szaporodása
Fészekalja 4-9 tojásból áll.

## Természetvédelmi helyzete
Az elterjedési területe nem nagy és széttöredezett, egyedszáma 2500-9999 példány közötti és csökken. A települések terjeszkedése, a mezőgazdaság, a fakitermelés és a vadászat veszélyezteti. A Természetvédelmi Világszövetség Vörös listáján sebezhető fajként szerepel.
Összehangolt tenyésztéssel próbálják meg megmenteni a fajt a teljes kipusztulástól. Európában az Európai Állatkertek és Akváriumok Szövetsége felügyelete alá tartozó Európai Veszélyeztetett Fajok Programja (EEP) keretében tenyésztik a faj egyedeit.